# الميت لا يموت (فلم)
الميت لا يموت (بالإنجليزية: The Dead Don't Die) هو فيلم زومبي، ورعب كوميدي أميركي من تأليف وإخراج جيم جارموش.  يضم ممثلون بما في ذلك بيل موري، وآدم درايفر، وكلوي سيفاني،وستيف بوشيمي، وتيلدا سوينتون، وتوم وايتس، وداني غلوفر، وكاليب لاندري جونز، وروزي بيريز، وكارول كين، وسيلينا غوميز، ويتبع الفيلم قوة شرطة في بلدة صغيرة يقاتلون غزو الزومبي المفاجئ، تلقى الفيلم مراجعات متباينة من النقاد وحقق 14 مليون دولار.

## الإصدار
العرض الأول للفيلم كان في 14 مايو 2019، حيث كان الفيلم الافتتاحي في مهرجان كان السينمائي، بعدها عُرض الفيلم في الولايات المتحدة في 14 يونيو 2019، وفي 12 يوليو 2019 في المملكة المتحدة. وحقق الفيلم أرباحًا قُدرت بـ 6.5 مليون دولار في الولايات المتحدة وكندا، و5.6 مليون دولار في مناطق أخرى، ليصبح الإجمالي العالمي 12.2 مليون دولار.

## القصة
في مدينة سنترفيل الهادئة، يجد السكان أنهم في مواجهة حشد من الزومبي، حينما يبدأ الأموات في الاستيقاظ من قبورهم، وعلى سكان المدينة أن يتكاتفوا من أجل مواجهتهم.

## روابط خارجية
- مقالات تستعمل روابط فنية بلا صلة مع ويكي بيانات